# 脯氨酸
脯氨酸（Proline，縮寫為Pro 或P ）是一個α-氨基酸，又是一個環狀胺基酸，20個DNA編碼的其中之一。它极易溶于水，微溶于乙醇、丙酮、苯，不溶于乙醚、丙醇。 虽然属于蛋白胺基酸，并不是伯胺而是仲胺（旧称为亞胺酸），因此具有特殊構象剛性，影響肽的二級結構。其對應密碼子為CCU、CCC、CCA和CCG。
脯氨酸不是一種必需氨基酸，人體可以自行合成。在20個蛋白質形成氨基酸中，其最特別之處在於胺氮被綁定到並非一個而是兩個烷基基團，因此使它具有仲胺结构，天然的脯氨酸为L型，手性碳的构型为S。

## 生物化學
脯氨酸由氨基酸的L-谷氨酸和其中間前驅物亞氨基乙酸（(''S'')-1 -吡咯啉-5-羧酸甲酯（P5C）生物合成而成，典型生物合成所需要的酶包括：
1. 谷氨酸5-激酶，谷氨酸1-激酶（ATP依賴性）
2. 氨酸脫氫酶（須具備NADH或NADPH）
3. 吡咯啉-5-羧酸還原酶（須具備NADH或NADPH）

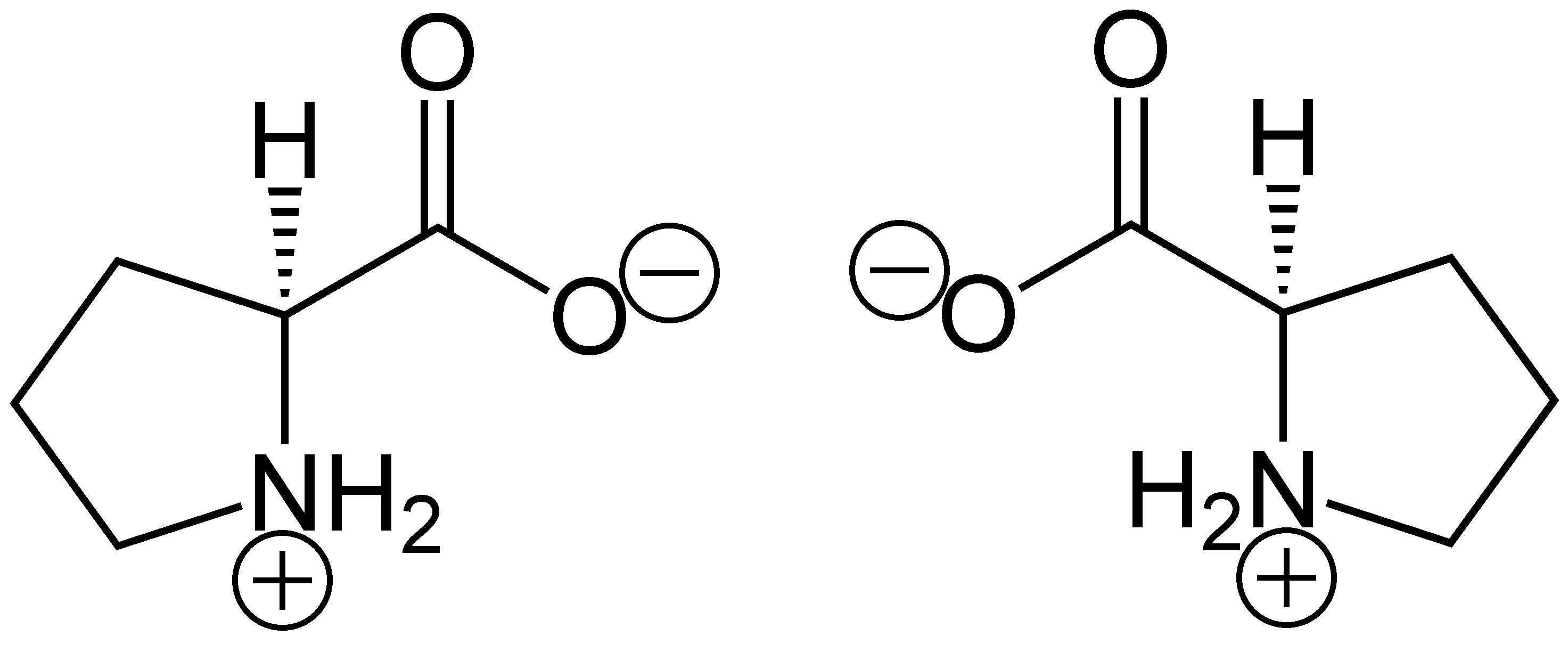
Zwitterionic structure of both proline enantiomers: (S)-proline (left) and (R)-proline

## 蛋白質結構的特性
脯氨酸側鏈的獨特環狀結構，使脯氨酸相對於其他氨基酸具有特殊構象剛性，它也影響了脯氨酸和其他氨基酸之間肽鍵形成的速率，當脯氨酸在一個肽鍵中被綁定作為酰胺時，其氮原子未綁定到任何的氫原子，則它不能作為氫鍵供體，但可以是氫鍵受體。
Pro-tRNAPro的肽鍵形成相較於其他tRNA相當的緩慢，此為N-烷基氨基羧酸一般的特徵，  tRNA和脯氨酸鍵結端部之間肽鍵的形成也相當緩慢，在所有脯氨酸鍵結和脯氨酸鍵結之間的創造是速度最慢的。
脯氨酸的特殊構象剛性影響蛋白質的二級結構，其蛋白質鄰近於一個脯氨酸殘基，而使脯氨酸在嗜熱生物蛋白質中的高發病率，蛋白質的二級結構可以兩面角φ，ψ和蛋白質主鏈ω表示，脯氨酸側鏈的鎖環結構的夾角φ約-60℃。
脯氨酸在正規二級結構元素中間為結構性干擾物，如α螺旋和β片層，脯氨酸是α螺旋常見的第一個殘基，也同時是β片層的邊緣鏈，脯氨酸也常發現於匝數（另一種二級結構）中，且有助於β匝數的形成，儘管具有一個完整的脂肪族側鏈，脯氨酸通常暴露於溶劑之外。
一排中的多個脯氨酸和/或羥基脯氨酸可以創造一個聚脯氨酸螺旋，聚脯氨酸螺旋是膠原中的主要二級結構，脯氨酸經由脯氨酰羥化酶（或其它添加的吸電子取代基，如氟）的羥基化，顯著增加膠原蛋白的構象穩定性。  因此，脯氨酸的羥基化是一個關鍵生化過程，用以維持高等生物體的結締組織，嚴重疾病如敗血症，可導致羥基化的缺陷，例如在酶脯氨酰羥化酶中突變或缺乏必要的抗壞血酸（維生素C）輔助因子。
脯氨酸和2-氨基異丁酸（AIB）的序列也可以形成一個螺旋圈結構。

## 順反異構物
同大多數氨基酸肽鍵採用反式異構體（非應變條件下通常為99.9％）不同，脯氨酸和其它N-取代的氨基酸（如肌氨酸）的肽鍵既能形成順式異構物也能形成反式異構物。这是因为在大多數氨基酸中，反式異構體比顺式异构体具有更小的空間位阻斥力，然而在X-Pro肽鍵的“順”“反”異構物（X表示任何氨基酸）中，相鄰取代基的空间位阻幾乎相同。因此，X-Pro的肽鍵在非應變條件下，其“順式”異構體的比例可以达到10-40％，这一比例輕微依賴於前面氨基酸的类型，特别是具有芳香族殘基的氨基酸有利於使其成為“順式”異構物。
從動力學的角度來看，脯氨酸的“順”-“反”異構化是一個非常緩慢的過程，这一过程可以通过捕獲一個或多個脯氨酸關鍵殘基，从而阻礙非自然異構物的蛋白質折疊，特别是當自然蛋白質需要“順式”異構物時。这是因為當脯氨酸殘基在核糖體中只能被合成為反式构象。所有生物體都需要利用脯氨酰異構酶催化異構化，而一些細菌具有專門的與核糖體有關的脯氨酰異構酶。然而，脯氨酸並非对所有的折疊都是必須的，儘管具有許多X-脯肽鍵的非天然異構物的蛋白質是以正常的速率進行折疊的。

## 用途
脯氨酸和其衍生物通常在有機反應中當作對稱催化劑，CBS还原反应和脯氨酸被催化羥醛縮合反應是突出的例子。
L-脯氨酸是一種滲透保護劑，因此可用於多種藥物，生物技術的應用。
在釀造時，蛋白質富含和多酚結合的脯氨酸，可產生霧度（濁度）。

## 特色
脯氨酸是不符合典型的拉氏图的两种氨基酸之一，另一个是甘氨酸。由於連接β碳原子的環形成時，肽鍵的ψ和φ角度有較少允許度的旋轉，因此，它經常被發現於蛋白質的“匝數”當其自由熵（ΔS）比其他氨基酸大，因此在折疊的形式與未折疊的形式的比較中熵的變化較少，此外，脯氨酸的α和β結構很少被發現，因為其側鏈上α-N只能形成一個氫鍵，它會降低結構的穩定性。
此外，脯氨酸是唯一的在色谱法中使用茚三酮后不形成蓝/紫色的氨基酸，相反，脯氨酸产生橙/黄色。

## 歷史
在1990年，里夏德·维尔施泰特(Richard Willstätter)透過丙二酸二乙酯的鈉鹽與1,3 -二溴丙烷的反應合成脯氨酸。在1901年， 赫尔曼·埃米尔·费歇尔(Hermann Emil Fischer)從酪蛋白和γ-鄰苯二甲酰-propylmalonic酯的分解產物分離脯氨酸。

## 合成
外消旋混合物脯氨酸可以从丙二酸二乙酯和丙烯腈被合成:

## 延伸阅读
- Balbach, J.; Schmid, F. X., , Pain, R. H.  (编),  2nd, Oxford University Press: 212–49, 2000, ISBN 0-19-963788-1.
- For a thorough scientific overview of disorders of proline and hydroxyproline metabolism, one can consult chapter 81 of OMMBID Charles Scriver, Beaudet, A.L., Valle, D., Sly, W.S., Vogelstein, B., Childs, B., Kinzler, K.W. (Accessed 2007). The Online Metabolic and Molecular Bases of Inherited Disease （页面存档备份，存于）. New York: McGraw-Hill. - Summaries of 255 chapters, full text through many universities. There is also the OMMBID blog.

## 参看
- 高脯氨酸血症
- 遗传性代谢缺陷
- Prolidase deficiency
- Prolinol